# Bomolocha morelosalis
Bomolocha morelosalis là một loài bướm đêm trong họ Noctuidae.